# Serie Yūsha
Yūsha (勇者, Lit. Héroe o Valiente) o Serie Yūsha (勇者シリーズ Yūsha shirīzu?), también conocida como Brave Series (ブレイブシリーズ Bureibu shirīzu?), es un conjunto de 8 series animadas pertenecientes al género Super Robot, creadas entre 1990 y 1997 por la compañía juguetera Takara (creadora de los Transformers) en sociedad con los estudios Sunrise. La Serie Yūsha fue creada para llenar el vacío que se originó en el género cuando la primera generación de los Transformers (1984–1987) finalizó en Japón sufriendo un declive en su popularidad. Después de la cancelación del OVA Transformers: Zone, Takara firmó un acuerdo con el estudio de animación Sunrise para desarrollar una nueva franquicia y línea de juguetes. 
Estas 8 series animadas no forman una continuidad y carecen de toda conexión argumental entre sí. Sin embargo, todas ellas tienen el mismo formato: Un niño (o adolescente) se hace amigo de - inventa - se transforma en - un robot capaz de percibir sentimientos, y juntos, defienden a la Tierra de múltiples amenazas (generalmente extraterrestres). Los robots protagonistas, así como los secundarios, se combinan con otros vehículos y robots (合体 Gattai) para convertirse en robots más grandes y poderosos. La Serie Yūsha ha sido descrita como un crossover entre los Transformers y el género Super Robot de finales de los '70s y principios de los '80s. La serie
tiene el crédito de haber reintroducido el género Super Robot en Japón durante la década de los 90.

## Generalidades
La Serie Yūsha está compuesta por un total de 8 series animadas. Las mismas fueron emitidas año tras año desde 1990 hasta 1997. Cada serie está ambientada en una línea de tiempo diferente a la de las demás sin ningún tipo de relación argumental entre sí. Estas son:
1. Brave Exkaiser (勇者エクスカイザー Yūsha Ekusukaizā?), con 48 episodios.
2. The Brave Fighter of Sun Fighbird (太陽の勇者ファイバード Taiyō no Yūsha Faibādo?) con 48 episodios
3. The Brave Fighter of Legend Da-Garn (伝説の勇者ダ・ガーン Densetsu no Yūsha Da Gān?) con 46 episodios
4. The Brave Express Might Gaine (勇者特急マイトガイン Yūsha Toukyū Maitogain?) con 47 episodios
5. Brave Police J-Decker (勇者警察ジェイデッカー Yūsha Keisatsu Jeidekkā?) con 48 episodios
6. The Brave of Gold Goldran (黄金勇者ゴルドラン Ōgon Yūsha Gorudoran?) con 48 episodios
7. Brave Command Dagwon (勇者指令ダグオン Yūsha Shirei Daguon?) con 48 episodios más 2 OVAs
8. The King of Braves GaoGaiGar (勇者王ガオガイガー Yūsha Ō GaoGaiGā?) con 49 episodios más...

- Betterman (1999) derivado de GaoGaiGar, con 26 episodios
- The King of Braves GaoGaiGar Final(2000) con 8 episodios
- The King of Braves GaoGaiGar Final Grand Glorious Gathering(2005) con 12 episodios
- The Saint Of The Braves: Baan Gaan (Cancelado, adaptado a un videojuego)

Hasta el momento, solo las series de GaoGaiGar y Betterman han sido licenciadas para su distribución en Estados Unidos. Ninguna de estas series ha sido adaptada al español.
Estas 8 series animadas dieron lugar a una Línea de robots de juguete. Estos robots de juguete fueron creados en dos versiones: La versión DX ("deluxe")con mayor articulación y transformaciones más complejas, y la STD ("standard") con menor articulación y transformaciones limitadas, sin embargo estas últimas reproducían la apariencia de los robots con mayor precisión. Las transformaciones de los robots fueron creadas por Takara, y la apariencia de los mismos fue diseñada por  Kunio Okawara, el legendario diseñador mecha de los estudios Sunrise.

### Contexto
La primera de estas 8 series fue Brave Exkaiser, cuyo concepto fue bastante similar al de la serie original de los Transformers: un "policía" intergaláctico persigue a unos piratas espaciales llamados Geisters, que han llegado al planeta tierra para robarle a los humanos sus "tesoros" sin saber que son esos "tesoros" para la humanidad. Cuando Exkaizer llega a la tierra, él y su "Fuerza de Policía Espacial" hacen uso de varios vehículos en forma espiritual pudiendo convertirlos en robots humanoides. La relación entre Exkaiser y el hijo de la familia en cuyo vehículo se ha transformado sirvió para establecer una amistad humano-robot diferente a como los Transformers la presentaron. esto estableció un tema recurrente del que muchos creen despertó el interés del público japonés por la serie. Exkaiser fue más popular de lo esperado y despertó un nuevo deseo por los Super Robots en Japón.